# مكتب السجل الفيدرالي
مكتب السجل الفيدرالي هو مكتب تابع لـ الحكومة الفيدرالية للولايات المتحدة داخل إدارة الأرشيف والوثائق الوطنية.
ينشر المكتب السجل الفيدرالي الأمريكي، قانون اللوائح الفيدرالية، الأوراق العامة للرؤساء، و النظام الأساسي العام للولايات المتحدة ، من بين أمور أخرى. كما أنه يفحص الهيئة الانتخابية والتعديلات الدستورية ومستندات التصديق الدستوري لكفاية الشرعية القانونية وتوقيع المصادقة .
في مايو 2014، عقد المكتب "مسابقة تحرير" ركزت على تحسين مقالات ويكيبيديا المتعلقة المتعلقة بالجهات الحكومية.

## أنظر أيضاً
- قانون اللوائح الفيدرالية
- السجل الفيدرالي الأمريكي

## روابط خارجية
- الموقع الرسمي
- مكتب السجل الفيدرالي في السجل الفيدرالي الأمريكي
- اللجنة الإدارية للسجل الاتحادي في السجل الفيدرالي الأمريكي